# James Douglas Lewis
James Douglas Lewis (nacido en 1950 en Puerto Argentino/Stanley) es un político argentino nacido en las Islas Malvinas. Vive en Puerto Santa Cruz, provincia de Santa Cruz, donde se desempeñó como director municipal de turismo. También se ha desempeñado como director del museo local, en las plataformas petrolíferas y en la cría de ovejas.

## Biografía
De ascendencia inglesa y tercera generación de isleños, es bisnieto de James Lewis, responsable de la estación meteorológica del Observatorio Nacional Astronómico Argentino instalado en Puerto Egmont hacia la década de 1870 y quién vivió junto con su esposa —la primera mujer blanca en la isla Grande de Tierra del Fuego— en Ushuaia a orillas del canal Beagle en contacto con los yámanas hasta su muerte en 1898. Su hijo, Frank Ushuaia Lewis —el primer hombre blanco bautizado en Santa Cruz—, fue un malvinense que se radicó en la Patagonia Argentina para dedicarse a la ganadería ovina y llegó a ser intendente de Puerto Santa Cruz. El hijo de Frank, Francisco, conoció en Malvinas a una enfermera y tras tres años de relación nació James. Sus dos padres participaron en la Segunda Guerra Mundial, ya que servían para el ejército británico en un portaaviones con base en las Malvinas.
A sus tres años de edad su familia decidió trasladarse a la estancia de sus abuelos en el territorio continental argentino, debido a que en las islas no había tantas posibilidades de empleo. Fue educado en un colegio inglés de Buenos Aires. Es el único malvinense que realizó el servicio militar en el Ejército Argentino.

Llegamos a Malvinas debido a que mi padre quiso hacerse cargo de la estancia familiar La Margarita en Río Chico (Santa Cruz); pasamos por Punta Arenas (Chile) y de ahí fuimos hasta Río Gallegos. Luego llegamos a Puerto Santa Cruz, justamente un 10 de junio, Día de la Reafirmación de los Derechos Argentinos sobre las Islas Malvinas.

La familia de James, es una de las muchas familias de malvinenses que se instalaron en la provincia de Santa Cruz, obteniendo la nacionalidad argentina. Otro caso similar es el de la familia Gleadell, cuyo descendiente Nelson Daniel Gleadell llegó a ser intendente de Puerto San Julián.
En abril de 1982, Lewis estaba en la estancia de un amigo en Cabo Vírgenes buscando carneros. Según él, la guerra se podría haber evitado «con un poco de sensatez y sentido común».
Desde 1987 participó seis veces junto a la delegación argentina en las peticiones que se realizan anualmente ante el Comité de Descolonización de las Naciones Unidas exigiendo que el Reino Unido retome las negociaciones por la soberanía de las islas. 
En junio de 2007 participó junto al canciller argentino Jorge Taiana y Marcelo Vernet -bisnieto de Luis Vernet, gobernador argentino de las Malvinas antes de la invasión británica de 1833-. Allí planteó:

Es interesante conocer que el capitán Carlos María Moyano (primer gobernador del Territorio de Santa Cruz, cuyos restos descansan en esta ‘capital histórica’ de Puerto Santa Cruz), se casó con una isleña: Ethel Turner, lo que refleja el gran acercamiento de las islas con el continente en esos tiempos. Esta fue la segunda boda celebrada en el territorio nacional de Santa Cruz. Muchos isleños se destacaron y tanto ellos como sus familias siguen siendo muy respetados como integrantes plenos de la comunidad. Mi caso es similar, y en un país generoso como la Argentina, tanto yo, como miles de inmigrantes, se han podido desarrollar siguiendo sus costumbres y creencias en libertad y armonía con el resto de los habitantes.

Recordó a su vez que:

la Asamblea General de las Naciones Unidas aprobó en 1986, por una abultada mayoría, la Resolución 41/11 que declara al Atlántico Sur como una «zona de paz y cooperación» (y que) los derechos de la Argentina por descubrimientos y posesión anteriores a 1833 han sido reiteradamente reconocidos por amplias mayorías en este foro, y mi país ha estado y está siempre abierto al diálogo que contemple todos los temas, incluida la soberanía.

En 2002 había dicho que Argentina ofrece «repetidamente salvaguardias a los isleños y su forma de vida, teniendo en cuenta sus intereses, que se han incorporado a la Constitución Argentina». Con respecto a la integración entre argentinos y malvinenses, ha dicho:

(...) La inclusión debe darse de otra manera; fijar posturas donde no sólo importe la soberanía, sino que se busquen términos medios. Conozco a muchos malvinenses y la vida que llevan es muy similar a la de la gente de la Patagonia argentina.

En mayo de 2014 anunció sus intenciones de ser candidato a intendente de la ciudad donde vive, por la Unión Cívica Radical.